# Всемирная федерация шашек
Всемирная федерация шашек, ФМЖД (FMJD, фр. Federation Mondiale du Jeu de Dames) — международная федерация шашек, объединяющая национальные шашечные федерации со всех континентов.
Одна из влиятельнейших федераций в интеллектуальных видах спорта. FMJD входит в СпортАккорд (бывший GAISF (General Association of International Sports Federations). FMJD — одна из пяти федераций — основателей IMSA (International Mind Sports Association, Международная ассоциация интеллектуального спорта), которые проводят Всемирные интеллектуальные игры — аналог Олимпиады для интеллектуальных видов спорта.
Текущие решения в ФМЖД принимаются Руководящим комитетом (президент, вице-президент, секретарь, казначей, два директора турниров, а также глава комитета игроков).

## История
Основана 14 сентября 1947 четырьмя федерациями — Франции, Нидерландов, Бельгии и Швейцарии.
СССР вступил в ФМЖД в 1956 году.
На октябрь 2024 года число федераций 72 (Европа — 31, Африка — 16, Америка — 13, Азия — 12).
Чемпионы мира среди мужчин определяются с 1948, среди юниоров (до 19 лет) с 1971, среди кадетов (до 16 лет) с 1988, мини кадетов (до 13 лет) и надежд (до 10 лет) с 2012.
Чемпионы мира среди женщин определяются с 1973, у девушек (до 19 лет) с 1989, среди кадеток (до 16 лет) с 2011, мини кадеток (до 13 лет) и надежд (до 10 лет) с 2012.
Чемпионат мира среди команд проводится с 1967.

## Структура
После выборов на генеральной ассамблее 3 июля 2021 год структура ФМЖД выглядит следующим образом:
- Президент ФМЖД — Яцек Павлицкий,  Польша
- Исполнительный вице-президент — Ришард Пшевозняк,  Франция
- Генеральный секретарь (и.о.) — Владиславс Весперис,  Латвия
- Директор турниров — Клифтон Агата,  Кюрасао
- Директор молодёжных турниров — Магда Павловска,   Польша
- Казначей — Яна Кузинец,  Израиль
- Представитель игроков — Жан-Марк Нджофанг,  Камерун
- Вебмастер — Александр Пресман,  Нидерланды

FMJD Bureau — Агнешка Стайщак,  Польша
Технический комитет — Ваутер Морссинк,  Нидерланды
Медицинский комитет — Ренато Капуро  Италия
Комитет по этике — Вайдас Стаситис,  Литва
Европейская конфедерация шашек — возглавляет Карло Бондини,  Италия
Азиатская конфедерация шашек — Чимеддорж Бат-Эрдене,  Монголия
Африканская конфедерация шашек — Абрахам Сиссоко,  Мали
Панамериканская конфедерация шашек — Клифтон Агата  Кюрасао

## Президенты
- 1947 Иоганн Германн Виллемс Нидерланды
- 1968 Беппино Рицци, Италия
- 1975 Хёйб ван де Врёгде, Нидерланды
- 1978 Пит Розенбург, Нидерланды
- 1980 Виллем Юрг, Нидерланды
- 1984 Вадим Байрамов, СССР
- 1985 временно Пит Розенбург
- 1986 Пит Розенбург
- 1990 Вадим Байрамов
- 1991 Бер тен Хааф, Нидерланды
- 1992 временно Гаэтано Маццилли, Италия
- 1992 Валтер ван Бек, Нидерланды
- 2003 Иван Шовкопляс, Украина
- 2005 Владимир Птицын, Россия
- 2009 Гарри Оттен, Нидерланды
- 2017 Янек Мягги, Эстония
- 2021 Яцек Павлицкий, Польша